# Институт зоологии МОН РК
Институт зоологии Комитета науки Министерства образования и науки Республики Казахстан (Институт зоологии КН МОН РК) — научно-исследовательское учреждение, занимающееся исследованием животного мира Казахстана. Входит в состав Комитета науки Министерства образования и науки Республики Казахстан в качестве республиканского государственного предприятия на праве хозяйственного введения. Институт зоологии КН МОН РК образован в 1932 году как сектор зоологии Казахского филиала АН СССР (сейчас Национальная академия наук Казахстана), а с 1943 года является самостоятельным научно-исследовательским институтом. В настоящее время Институт зоологии является головной и единственной научной зоологической организацией в Республике Казахстан, которая координирует и проводит фундаментальные и прикладные исследования по изучению животного мира страны.
Основной целью деятельности института является изучение фауны, экологии и биологии диких животных, особенно имеющих хозяйственное, эпидемиологическое и эпизоотическое значение, а также изучению эндемичных, редких и исчезающих видов животных с целью разработки мер по их сохранению.

## История

### Сектор зоологии Казахского филиала АН СССР
Предтечей Института зоологии был Сектор зоологии Казахской базы (с 1938 года — Казахского филиала) Академии наук СССР, основанный в 1932 году. Первым его руководителем стал Сергей Иванович Снегирёвский. Под руководством сектора были созданы Алма-Атинский зоопарк (1937) и паразитологический стационар в Чимкенте (ныне Шымкент). В 1930-х годах сотрудники учреждения проводил исследования фауны и отчасти экологии птиц, млекопитающих и некоторых групп беспозвоночных (главным образом насекомых). Также велись работы по выведению новых пород овец.
Во время Великой Отечественной войны научные исследования были перенаправлены на выявление и разработку методов использования дополнительных животных ресурсов в народном хозяйстве. В 1942 году в состав Сектора зоологии входило уже пять научных лабораторий: зоологии, паразитологии, ихтиологии, динамики развития сельскохозяйственных животных и генетики. Коллектив лабораторий насчитывал 46 человек, в том числе 25 научных сотрудников.

### Институт зоологии АН Казахской ССР
В 1943 году Сектор зоологии был преобразован в отдельный институт. В составе новой организации было выделено пять секторов: экологии и зоогеографии, паразитологии, генетики и развития сельскохозяйственных животных, изучения народного опыта и животноводства. Инициатором основания института и первым директором стал выдающийся советский зоолог Валентин Александрович Догель, в годы войны находившийся в Алма-Ате в эвакуации.
В 1946 году Институт зоологии вошёл в состав Академии наук Казахской ССР, в которую был преобразован Казахский филиал АН СССР. Структура института претерпела некоторые изменения. Число лабораторий увеличилось до 11: зоогеографии, экологии, палеозоологии, энтомологии, ихтиологии, гидробиологии, протозоологии, гельминтологии, арахноэнтомологии, паразитарных болезней промысловых животных, химических средств борьбы с паразитами. Число секторов при этом уменьшилось до четырёх.
Основным направлением практической деятельности института на протяжении 1940-х годов являлась паразитология. В это время усиленно изучается паразитофауна рыб, птиц, грызунов и зайцеобразных, а также видовой состав, экология и вредоносное значение кровососущих членистоногих и гельминтов диких копытных. Другой масштабный проект данного периода — разработка мероприятий по повышению биологической продуктивности водоёмов путём акклиматизации новых видов рыб и кормовых беспозвоночных на основе проводимых исследований фауны водоёмов. В это же время увидел свет системный труд советского зоолога-охотоведа Аркадия Слудского, посвящённый биологии ондатр. Кроме того, сотрудниками института была проведена масштабная работа по сбору общей информации о животном мире Казахстана.
С 1951 по 1967 годы руководителем института являлся академик Илларион Галузо. Ключевые направления деятельности данного периода — углублённое изучение паразитов диких и домашних животных, разработка мероприятий по борьбе с паразитарными заболеваниями сельскохозяйственных животных, дальнейшее развитие работ по акклиматизации наземных и водных животных, изучение сельскохозяйственных вредителей, систематизации сведений о животном мире Казахстана (в особенности о птицах и пресмыкающихся). В 1950-е годы при институте был организован музей природы. С 1961 года получают развития новые направления: выяснение роли водных организмов в циркуляции радиоактивных элементов в гидробиоценозах, изучение воздействия различных веществ сточных вод на гидрофауну, биологическая регуляция численности полезных и вредных беспозвоночных. Помимо этого, широкое развитие получили исследования по экологии и этологии млекопитающих, птиц и насекомых. В 1960-е годы был создан ряд новых лабораторий, в том числе лаборатория биологических методов борьбы с гнусом (1968) и вновь организованная лаборатория водных животных. Из наиболее существенных достижений в этот период следует отметить развитие теории академика АН СССР Евгения Павловского о природной очаговости болезней сельскохозяйственных животных.
В 1971—1988 годах институт возглавлял академик АН КазССР Евгений Гвоздев, создавший казахстанскую школу экологической паразитологии и внёсший значительный вклад в изучение биологии и жизненных циклов гельминтофауны диких и домашних животных. В период его руководства была начата активная разработка мер по охране редких и исчезающих животных Казахстана, а также по систематизации и теоретическому анализу накопленного ранее фактического материала. Собранная институтом коллекция млекопитающих, достигла третьего места по объёму в СССР, коллекция ископаемых позвоночных и остатков флоры — второго места. Значительным стал и объём коллекции птиц, насчитывающей около 20 тысяч шкурок. В 1973 году были созданы лаборатория биологии и этологии насекомых и лаборатория морфологии и ультраструктуры беспозвоночных.

### Институт зоологии МОН РК
Сразу после обретения независимости Казахстана институт проводил наблюдения за миграцией животных, в особенности за распространением сайгаков на территории республики в зависимости от времени года. Были определены и приняты меры по увеличению численности ондатры в неволе.
В начале XXI века одним из приоритетных направлений деятельности института стала работа над проблемой сохранения фауны Прикаспийской низменности и Каспийского моря, в том числе с использованием вселения в Аральское море солеустойчивых рыб и кормовых организмов для них. Другим важным направлением деятельности стал международный проект «Сохранение биоразнообразия Западного Тянь-Шаня», реализующийся на приграничных территориях Казахстана, Киргизии и Узбекистана. Кроме того, институт стал принимать дополнительные меры по охране популяции стерха в Казахстане и осуществлять попытки восстановления биоразнообразия Аральского моря. Из прежних направлений деятельности наиболее активно продолжается работа по поиску научных способов борьбы с природно-очаговыми и паразитарными болезнями животных и человека.

### Сотрудники института
За период деятельности Института подготовлено около 50 докторов и 250 кандидатов наук, среди которых имеются лауреаты Государственных премий, награждённые орденами и медалями Республики Казахстан, члены различных международных научных организаций. В разные годы в Институте зоологии работали такие известные учёные, как Игорь Долгушин, Илларион Галузо, Евгений Гвоздев, Турганбай Досжанов, Эдуард Гаврилов, Аманкул Бекенов, Анатолий Ковшарь, Анатолий Дубицкий, Иван Митяев, Виктор Панин, Зоя Брушко и др.
В январе — августе 2013 года и с декабря 2018 года по настоящее время директором института является доктор биологических наук Роман Ященко

## Структура
В состав Института входят 6 основных лабораторий, 5 отделов и 5 научно-производственных центров:
Лаборатории:
- Лаборатория териологии;
- Лаборатория орнитологии и герпетологии;
- Лаборатория гидробиологии и экотоксикологии;
- Лаборатория энтомологии и арахнологии;
- Лаборатория паразитологии;
- Лаборатория палеозоологии.

Отделы:
- Отдел ГИС технологий и космического зондирования,
- Отдел молекулярных методов исследования животных,
- Отдел сохранения ex-situ гермоплазмы животных,
- Отдел коллекционных фондов животных,
- Отдел информационных технологий и патентоведения.

Центры:
- Центр мечения животных,
- Центр по изучению снежного барса,
- Центр кадастра и учёта животных,
- Центр определения животных и зоологических услуг,
- Центр подготовки кадров и популяризации зоологии.

## Деятельность

### При СССР
Наиболее важные результаты научной деятельности в советский период:
- Издание «Красной книги Казахской ССР» (первое издание — 1978 год) и «Книги генетического фонда Казахской ССР» (1989), в которую вошли аннотированные списки фауны всех позвоночных животных Республики Казахстан.
- Систематизация собранного материала по ископаемым животным и растениям, главным образом фауне позвоночных животных и флоре высших растений кайнозоя.
- Выявление биоценотических связей гидробионтов в крупных водоёмах аридной зоны, в том числе изучение формирования гидробиологического режима Капчагайского водохранилища и гидробиоценозов Аральского моря в условиях меняющегося гидрологического режима.
- Акклиматизация охотничье-промысловых зверей.
- Выявление особенностей миграции птиц на юго-востоке Казахстана и размножения птиц в горных условиях.
- Создание усовершенствованных акустических отпугивателей птиц.
- Создание комплекса мер борьбы с наиболее опасными насекомыми-вредителями, в особенности жуками-вредителями пустынных лесов.
- Выявление антропогенных факторов, влияющих на формирование фауны групп кровососущих членистоногих.
- Разработка рекомендаций по борьбе с паразитическими членистоногими, в том числе с использованием биологических методов (патогенных и хищных организмов, ограничивающих численность гнуса в аридной зоне) и малотоксичных химических препаратов.
- Разработка рекомендаций по противодействию паразитическим гельминтозам прудовых рыб, домашних птиц и сельскохозяйственных копытных животных.

Наиболее крупные труды советского периода: «Кровососущие клещи Казахстана» (в 5 тт.), «Гельминты копытных Казахстана» (и 2 тт.), «Птицы Казахстана» (в 5 тт.), «Млекопитающие Казахстана» (в 4 тт.), «Основы общей гельминтологии» (в 3 тт.), «Мухи-кровососки Казахстана», «Позднекайнозойские копытные Казахстана». В годы перестройки были подготовлены издания «Генетический фонд животного мира Казахстана» (1989) и «Неогеновые носороги Казахстана» (1993).

### В современном Казахстане
Основные направления научных исследований:
- Таксономические и фаунистические исследования: изучение ископаемой фауны, уточнение таксономического состава фауны (главным образом беспозвоночных животных), подготовка Кадастра животного мира Казахстана.
- Сохранение биологического разнообразия животного мира Казахстана: ведение Красной книги Казахстана, оптимизация сетей охраняемых территорий, обоснование мер по охране видов из Красной книги Казахстана, изучение антропогенного влияния (в том числе радиационного) на животных.
- Создание научной основы регуляции численности вредных видов: изучение паразитов животных, исследование вредителей, имеющих медицинское и сельскохозяйственное значение.
- Создание научной базы для оптимизации исследования ресурсных видов животных Казахстана.

К началу XXI века институтом опубликовано свыше 200 научных монографий, книг, справочников, а также более 100 научно-популярных трудов. При изучении фауны Казахстана описано более 800 новых видов. Институтом к настоящему времени собран и обобщён большой коллекционный материал для изучения географии и биологии животных Казахстана и Азии.
Институт имеет тесные связи с научными учреждениями с государств постсоветского пространства, США, Великобритании, Германии, Японии, Китая и других стран мира. Также институт является научным органом СИТЕС в Республике Казахстан по фауне (Конвенция о международной торговле видами дикой фауны и флоры, находящимися под угрозой исчезновения), который обеспечивает работу по подготовке государственных заключений на вывоз и ввоз диких животных.